# N-نتروزوغليفوسات
N-نتروزوغليفوسات (بالإنجليزية: N -Nitrosoglyphosate)‏ هو منتج تحلل النيتروزامين والشوائب الاصطناعية لمبيدات أعشاب الغليفوسات. تحدد وكالة حماية البيئة الأمريكية شوائب النيتروزوجليفوسات بحد أقصى 1 جزء في المليون في المنتجات المصنوعة من الغليفوسات. يمكن أن يتكوّن نيتروسوجليفوسات أيضًا من تفاعل النترات والجليفوسات. لوحظ تكوين N- نيتروسوجليفوسات في التربة المعالجة بنتريت الصوديوم والجليفوسات بمستويات مرتفعة، على الرغم من أن التكوين في التربة غير متوقع في ظل ظروف الحقل النموذجية.